# Temple protestant de Charleroi
Cet article concerne le lieu de culte. Pour la communauté chrétienne, voir Église protestante de Charleroi.
Le temple protestant ou l'église protestante de Charleroi est un édifice religieux classé, situé à Charleroi, en Belgique. La paroisse est membre de l'Église protestante unie de Belgique.

## Histoire

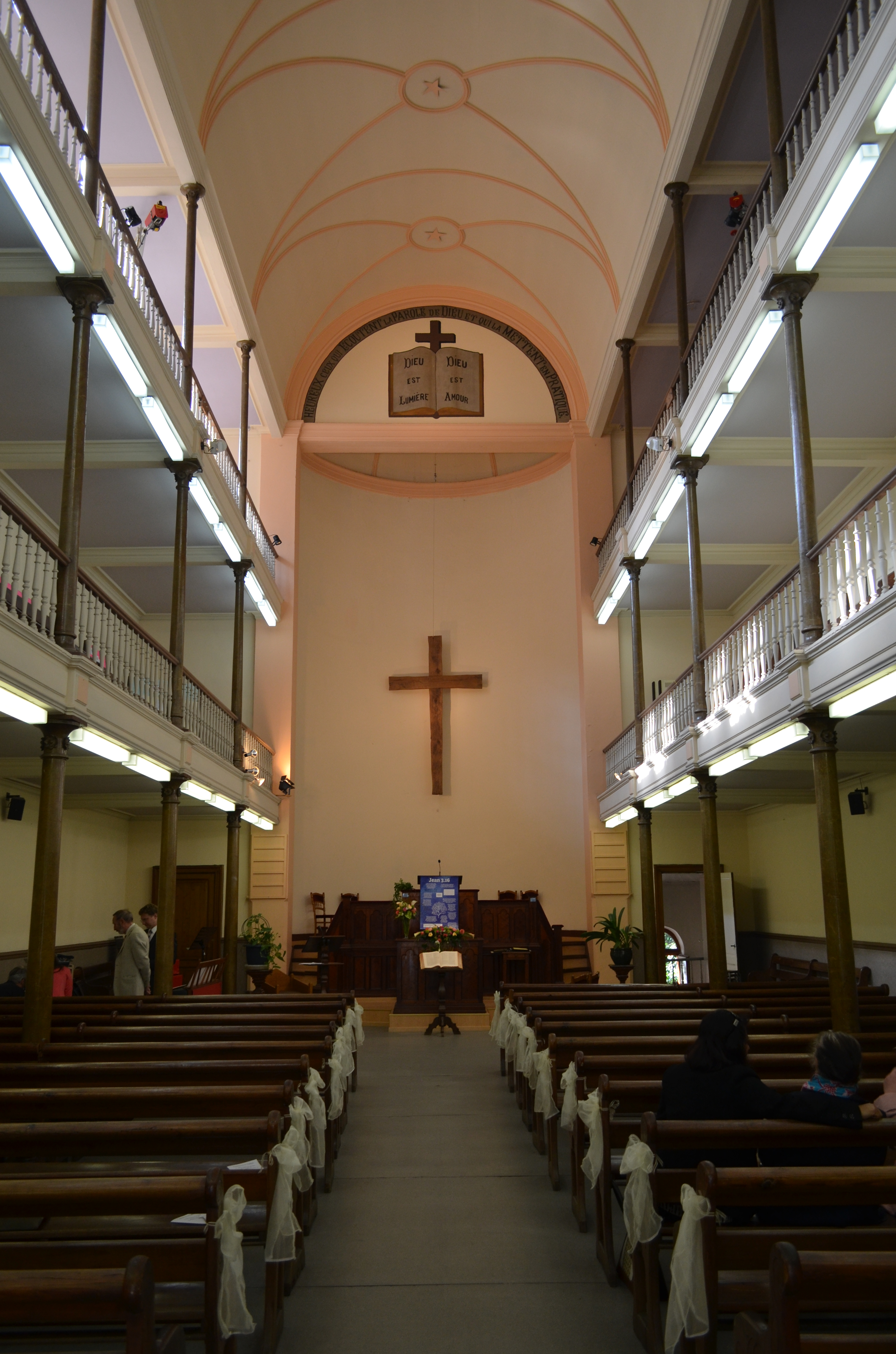
Intérieur du bâtiment.

En octobre 1841, les premières communautés de la Société Evangélique Belge sont établies à Charleroi, Couillet, Roux et à Jumet, par le pasteur genevois, Edouard Panchaud, et par l’évangéliste français, Constant-Joseph Dupont, ce dernier étant entré en contact avec le prédicateur revivaliste genevois, Henri Pyt. Léonard Anet, ancien étudiant à l'Ecole de l'Oratoire de Genève, est le premier pasteur de la nouvelle Église de Charleroi en 1842, avant d’exercer, de 1856 à 1883, les fonctions de Secrétaire général de la Société Évangélique Belge. Le deuxième pasteur de Charleroi, Georges Poinsot, est un ancien élève de Jean-Henri Merle d'Aubigné au sein de l’Ecole de théologie de l’Oratoire à Genève. Un premier lieu de culte inauguré Place Verte à Charleroi le 29 mai 1851 se révèle bientôt trop exigu. 
La nouvelle église du boulevard Audent est érigée, en 1880, pour la communauté protestante de Charleroi, membre de l’Église Chrétienne Missionnaire Belge, par l’architecte Émile Dubois, à l’emplacement des anciennes fortifications de la ville, dans un style éclectique à dominante classique, probablement inspiré par la chapelle de l'Oratoire de Genève. La chaire, l'autel et l'orgue sont reliés en un axe vertical conformément à la tradition calviniste. De même, contrairement aux édifices catholiques, l'autel et les fidèles ne sont pas séparés en accord avec les principes d'architecture religieuse protestante. L'édifice reflète une sobriété typiquement protestante par son dépouillement propice à la réflexion. Son inauguration, le 1er novembre 1880, devant 1800 personnes, est l’occasion d’une prédication du sénateur français, Edmond de Pressensé (1824-1891), pasteur de la chapelle de la rue Taitbout, à Paris. Le théologien allemand, socialiste chrétien et militant antifasciste, Georg Fritze, y est consacré le 1er novembre 1900[réf. à confirmer],. 
L’église a été classée en 1990 comme monument historique et patrimoine urbain de la Ville de Charleroi.

## Architecture
Cette église a été conçue dès le départ comme un lieu de culte réformé, la décoration intérieure reflète de prime abord le goût et les attentes des fidèles dont le cœur de la célébration demeurent le texte sacré et l’enseignement du pasteur. En conséquence, les édifices religieux de cette communauté comportent en priorité une chaire, la table de communion, la Bible et une organisation des bancs et des galeries pour la communauté autour de la chaire, ce qui a pour effet de centrer l’office sur la prédication du ministre. L’espace central est vide car le vide symbolise le sacré. Tout membre de la communauté doit se sentir égal en droit et en valeur par rapport à ses coreligionnaires indépendamment de leur statut. Il n’y a pas en principe d’autel, de fonts baptismaux, de cierges, de croix ou crucifix, d’icônes ou de tableaux au mur.